# سكوت ماتشادو
سكوت ماتشادو (بالبرتغالية: Scott Machado‏) مواليد 8 يونيو 1990 في كوينز، هو لاعب كرة سلة محترف برازيلي بدأ مسيرته الاحترافية في سنة 2012. يبلغ طوله 6 قدم 1 بوصة (1.9 م).

## فرق لعب لها
- هيوستن روكتس
- غولدن ستايت ووريورز
- أسفيل باسكت
- إي دبليو إي باسكتس أولدنبورغ

## إحصائيات المسيرة

### الموسم الاعتيادي
| السنة   | الفريق       | لعب | بدأ | دقيقة | ميداني% | ثلاثية | حرة   | ارتداد | صنع | استلاب | تصدي | نقطة |
| ------- | ------------ | --- | --- | ----- | ------- | ------ | ----- | ------ | --- | ------ | ---- | ---- |
| 2012–13 | هيوستن روكتس | 6   | 0   | 3.5   | .500    | .000   | 1.000 | .2     | 1.0 | .3     | .0   | 1.3  |
| المسيرة |              | 6   | 0   | 3.5   | .500    | .000   | 1.000 | .2     | 1.0 | .3     | .0   | 1.3  |

### التصفيات
| السنة   | الفريق              | لعب | بدأ | دقيقة | ميداني% | ثلاثية | حرة  | ارتداد | صنع | استلاب | تصدي | نقطة |
| ------- | ------------------- | --- | --- | ----- | ------- | ------ | ---- | ------ | --- | ------ | ---- | ---- |
| 2013    | غولدن ستايت ووريورز | 5   | 0   | 1.6   | .500    | .000   | .500 | .2     | .2  | .0     | .0   | .6   |
| المسيرة |                     | 5   | 0   | 1.6   | .500    | .000   | .500 | .2     | .2  | .0     | .0   | .6   |

## روابط خارجية
- سكوت ماتشادو على موقع إن بي أي (الإنجليزية)
- سكوت ماتشادو على موقع سبورتس رفرنس (الإنجليزية)
- سكوت ماتشادو على موقع الدوري الإسباني لكرة السلة (الإسبانية)
- سكوت ماتشادو على موقع كرة السلة الأوروبية.كوم (الإنجليزية)
- سكوت ماتشادو على موقع كلية كرة السلة في سبورتس رفرنس.كوم (الإنجليزية)
- سكوت ماتشادو على موقع ريلجم (الإنجليزية)
- سكوت ماتشادو على موقع بروبوليرز (الإنجليزية)
- سكوت ماتشادو على موقع سبورتس رفرنس (الإنجليزية)
- سكوت ماتشادو على موقع سبورتس رفرنس (الإنجليزية)